# 朝鲜宗教
朝鲜宗教
朝鮮民主主義人民共和國沒有公佈任何有關宗教的官方統計數字。朝鲜是一個世俗國家，该国奉行国家无神论，基本不存在宗教自由，故官方不鼓勵公眾信仰宗教。從1990年代末至2000年代，朝鲜的主要宗教無法估計。傳統上，朝鮮巫教和天道教佔主導地位，也有一小部分佛教徒和基督徒。朝鲜政府視天道教為朝鮮民族的“民族宗教”，天道教青友黨為朝鮮勞動黨的衛星黨，也是參加朝鮮祖國統一民主主義戰線的主要政黨之一。

## 歷史
在20世紀初，幾乎所有的朝鮮人都信奉傳統的朝鮮巫教，實行儒家禮儀和祖先崇拜，由於執政500年的朝鮮王朝尊儒抑佛，朝鮮佛教信仰幾乎絕跡。在18世紀後期，基督宗教迅速在朝鮮立足，由於傳教士頻繁傳教，因而得到了實學和西學知識分子的支持，並尋找一個新的社會因素來振興朝鮮民族。在朝鮮日治時期，基督宗教與朝鮮民族主義形成了強烈的聯繫。基督宗教信仰在朝鮮半島北部廣泛盛行。天道教和其他運動也蓬勃發展，以對抗基督宗教的影響。

### 古代朝鮮

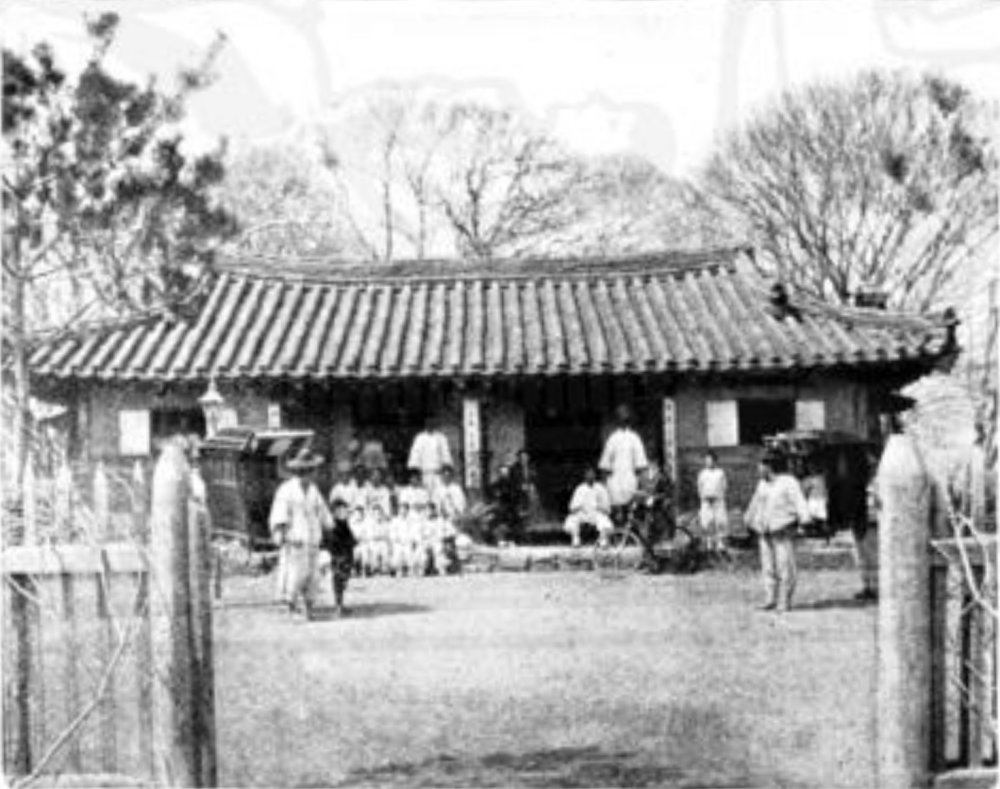
1895年龍淵郡的一座基督教禮拜堂

在古代，所有的朝鮮人都相信他們的本土宗教是由巫師（무）所引領的。佛教在中國前秦時期（372年）傳入朝鮮半島，並發展成朝鮮佛教。當時朝鮮半島分為三個王國：北部的高句麗、西南方的百濟及東南方的新羅。佛教在公元5世紀才傳入新羅，而在公元552年成為新羅國教。在高句麗，朝鮮傳統巫教依然佔優勢地位，在新羅和百濟則盛行佛教。
高麗時代（918-1392），佛教興起，甚至影響政治。同一時期，中國儒學傳到朝鮮半島，並發展成朝鮮儒學，成為後來朝鲜王朝的國家思想和宗教。
朝鲜王朝時期（1392-1910）嚴厲地壓制朝鮮的佛教和薩滿教。大量佛教寺院被毀，佛教僧侶數量從幾百人下降到三十六人；佛教信仰從城鎮的生活中被消滅了，僧尼被邊緣化。這些限制一直持續到19世紀才結束。
朝鮮日治時期（1910-1945），基督宗教與朝鮮民族主義成了強烈的聯繫，日本人試圖強制朝鮮人信仰神道教，但基督徒拒絕參加神道教儀式。與此同時，自19世紀以來，無數的宗教運動，特別是天道教，一直在試圖改造朝鮮的傳統宗教。

### 1945年後

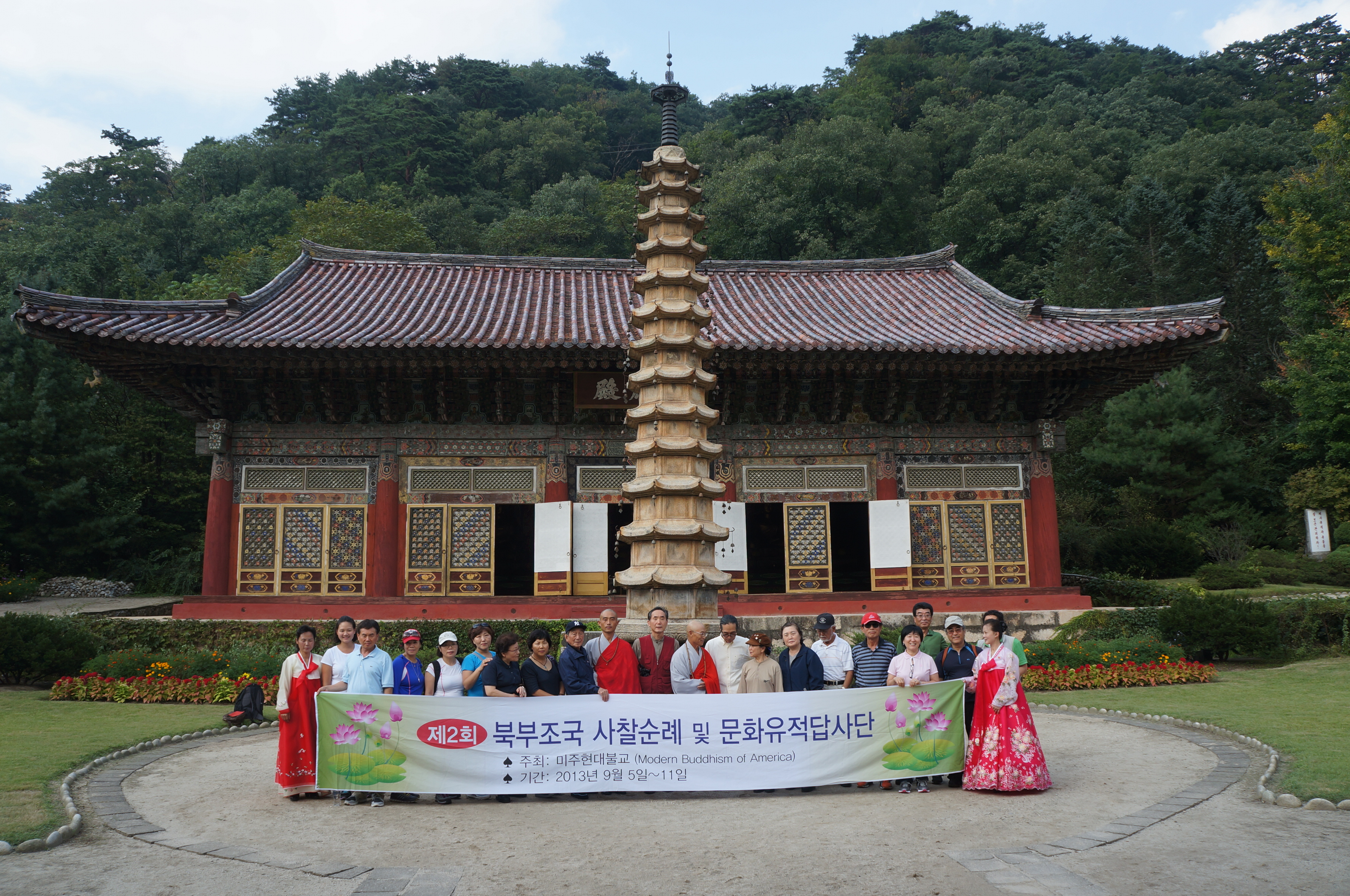
妙香山普賢寺

朝鮮半島在第二次世界大戰後分裂為兩個國家：實行社會主義的朝鮮民主主義人民共和國和民主政治的大韓民國。部分在朝鮮半島的北部的基督徒逃到南部。但大多數基督徒仍然留在朝鮮半島北方，在分裂時，北韓境內基督徒有150萬人（佔北韓人口的16％）。
據估計，在2005年在北韓有3846000（16％）個朝鮮巫教信徒，3245000（13.5％）個天道教信徒，1082000（4.5％）個佛教徒和406000 （1.7％）個基督徒。
2007年，北韓全國各地約有800多座宗教場所，平壤有一座大型中央教堂，60多座佛教寺廟（其文物性質多於宗教禮拜性質），5座基督宗教教堂 （三座新教教堂，一座天主教堂和一座俄羅斯正教會教堂）。
2014年，朝鮮和平宗教會議在北韓金剛山舉行了朝韓會議。

## 主要宗教

### 天道教
天道教（천도교）的前身是由崔濟愚創立的東學。朝鮮王朝末期，1860年代的朝鮮王朝處於西方勢力的威脅之下，崔濟愚擔心朝鮮傳統的宗教將被天主教代替，綜合了朝鮮傳統宗教的重要的因素，創立了「東學」，與「西學」相對。他將儒釋道三家思想融為一體，立五倫五常，居仁行義，正心誠意，修己及人，取儒教；以慈悲平等為主旨，捨身救世，潔淨道場，口誦神咒，取佛教；悟玄機，蠲名利，無欲清淨以持身，煉磨心神，取道教。
隨著1945年朝鮮半島分裂，大部分的天道教信徒仍然留在北方。天道教是朝鮮政府青睞的唯一宗教，由朝鮮政府視為“國教”。天道教代表政黨為天道教青友黨。

### 朝鮮巫教
朝鮮巫教為朝鮮的本土宗教。祭司為巫堂（무당）或巫（무），其中男性祭司又尊稱為博士。其角色為聯繫人和神或亡靈的仲介，透過進行宗教儀式(굿)來解決人信徒的問題。1890年代，基督新教傳教士逐漸影響朝鮮，並開始對朝鮮巫教信仰妖魔化，甚至還進行了對朝鮮巫教的打壓。在日本殖民時期，朝鮮巫教受到嚴重壓制。
現代北韓對朝鮮巫教的狀況無所得知，許多朝鮮半島北方薩滿巫師移居到大韓民國。

## 其他小型宗教

### 佛教

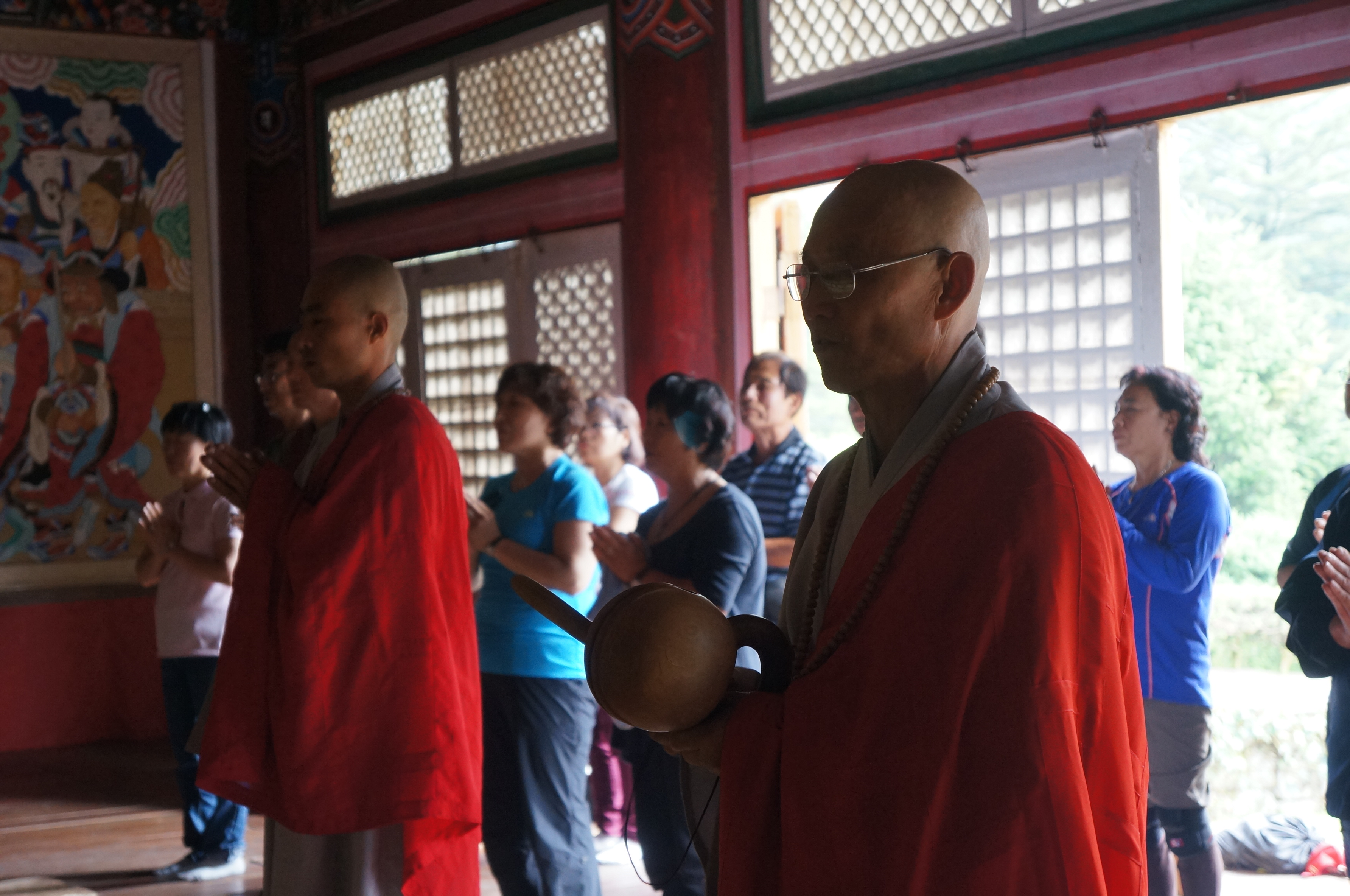
妙香山普賢寺的佛教徒

佛教 (불교) 於朝鮮三國時期由中國傳入，對新羅和高麗王朝的文化有重要影響且成為這兩個王朝的主要宗教。朝鲜王朝時期（1392-1910）嚴厲地壓制了佛教和薩滿教。儒教成為國家的主要思想和宗教，大量佛教寺院被毀，佛教僧侶數量從幾百人下降到三十六人；佛教信仰從城鎮的生活中被消滅了，僧尼被邊緣化。這些限制一直持續到19世紀。
曹溪宗為朝鮮半島最大佛教宗派，但現代佛教徒在北韓是極少數。北韓僧侶多為勞動黨選定的「宗教工人」來管理佛寺，由於無宗教自由，言行亦需符合社會主義服裝儀容，故不施行剃度出家或住持佛寺，北韓僧侶也幾結婚成家。
北韓佛教徒由朝鮮勞動黨轄下的朝鮮佛教徒聯盟所控制，寺院則由「民族遺產指導局」(민족유산보호지도국) 所管理，故今北韓全國60座佛寺與約300名僧侶均依靠國家工資生存，寺院也被視為政府單位，而非一般世俗的宗教禮拜場所。
歷經近代戰亂、韓戰與赤化清洗，大量佛寺被毀或於北韓建政後收為國有。1989年設立了佛教學院，1988年妙香山普賢寺辦理佛誕節「紀念會」。2002年開展59座佛寺的丹青修復工程，2005年開城靈通寺修復完成。作為南北韓佛教交流，並在大韓佛教曹溪宗集資監造下，2007年金剛山神溪寺重建完成。

### 基督教

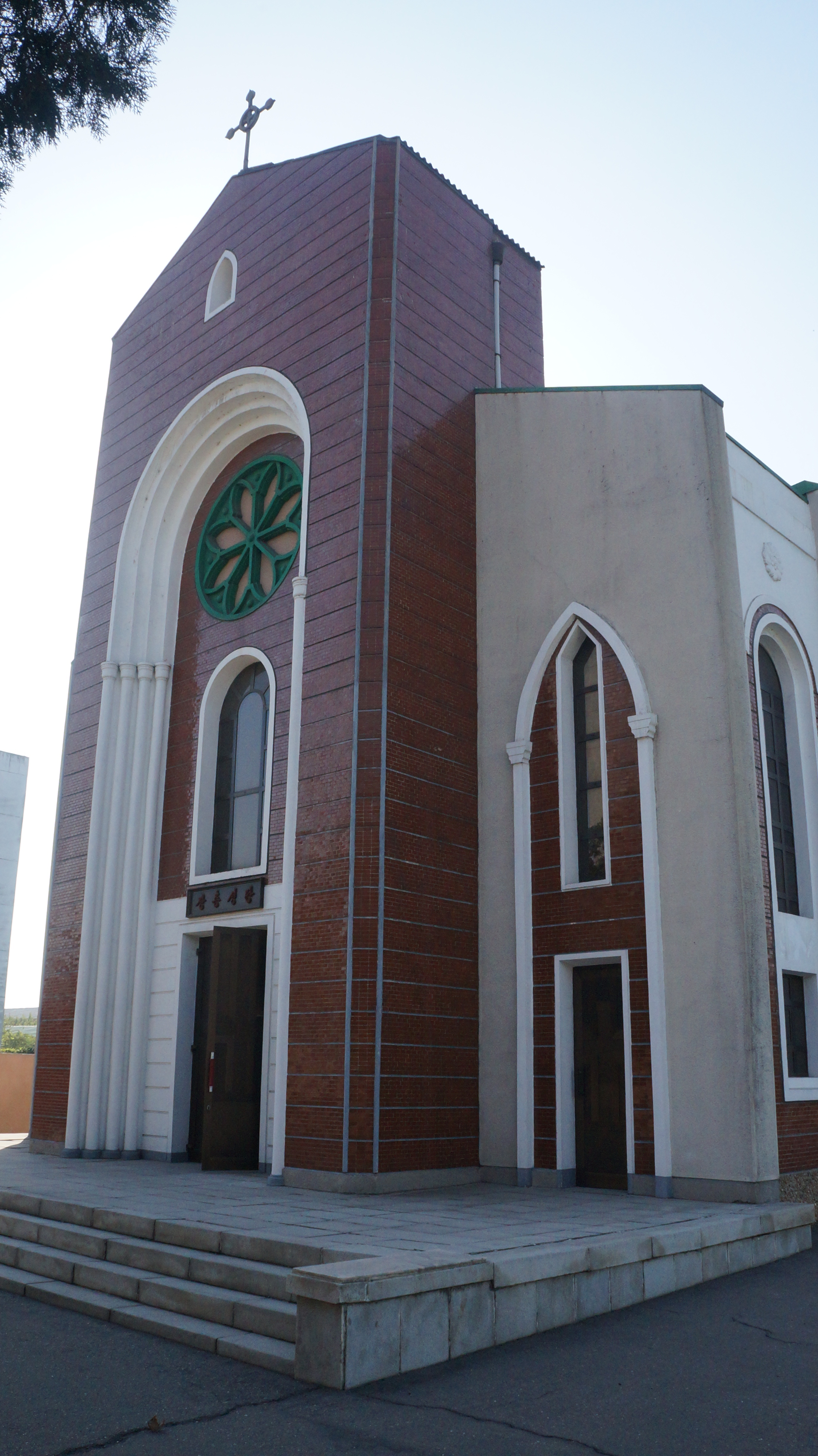
將忠天主教堂

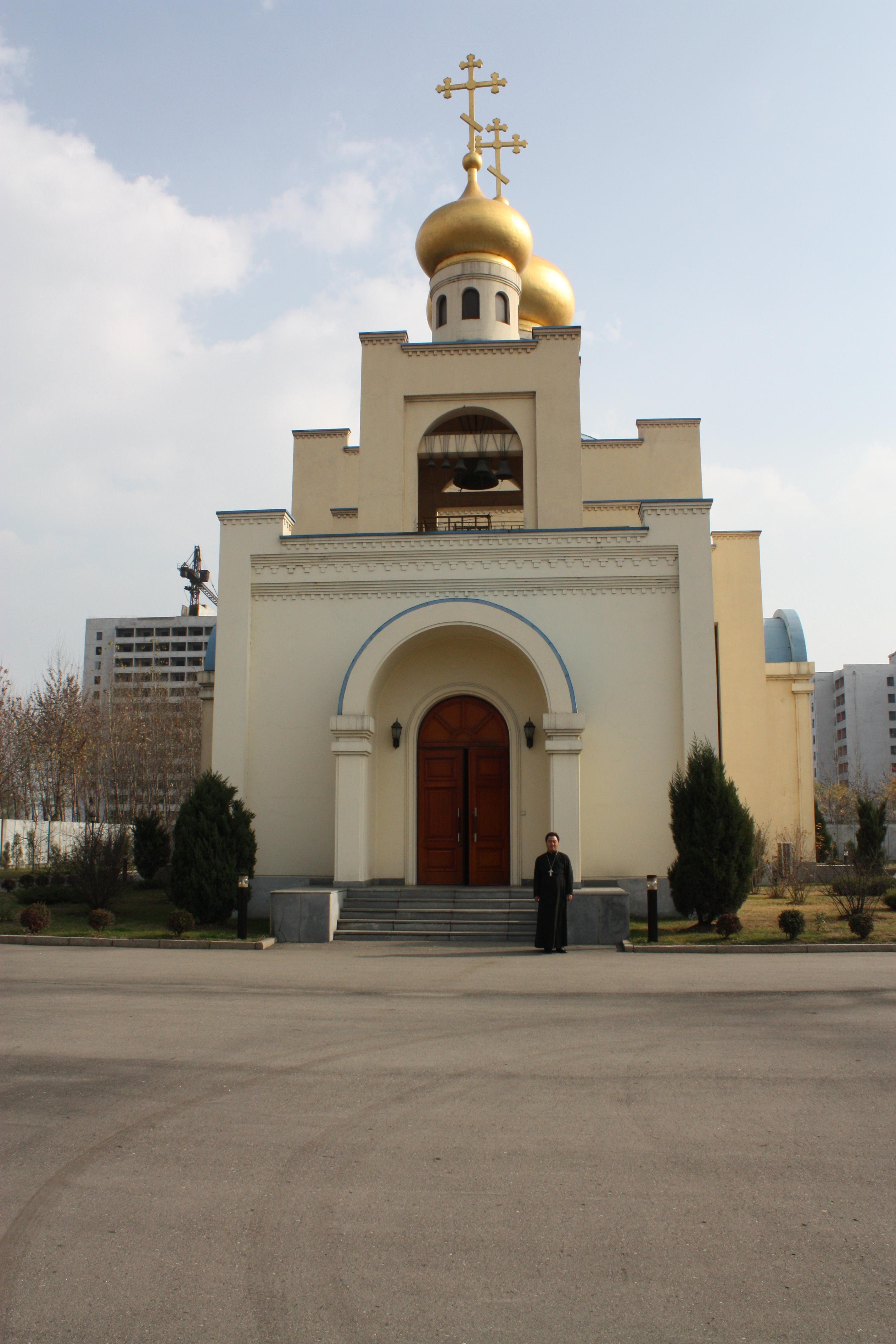
平壤貞柏寺院（施生命之三位一體東正教堂）

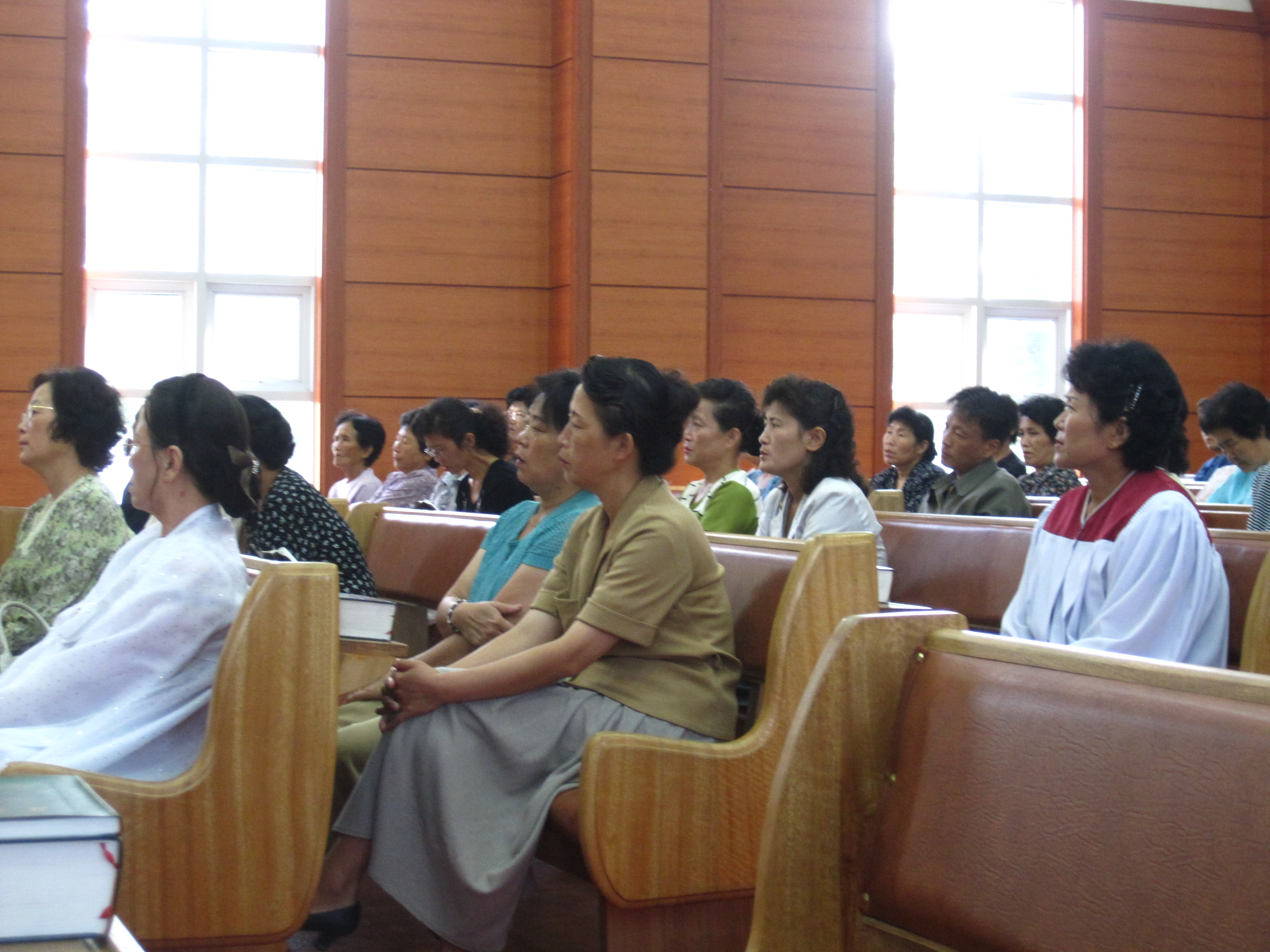
鳳岫教會的基督徒

基督教（그리스도교）在十八世紀末到十九世紀在朝鮮半島北部非常流行。第一批天主教傳教士於1794年到達，這是在中國北京首次受洗的朝鮮外交官李承薰回到朝鮮王朝十年之後。新教的傳教士在1880年帶抵達朝鮮王朝，他們和天主教傳教士使大量朝鮮人信仰基督教。衛理會和長老會在朝鮮建立了學校、醫院和孤兒院，對於朝鮮現代化建設中發揮了重要作用。
在日治時期，朝鮮基督徒在爭取獨立中發揮重要角色。促使新教信徒成長快速的因素包括朝鮮佛教腐敗的狀態、知識分子精英的支持、朝鮮教會成員對自立和自治的鼓勵，以及提倡朝鮮民族主義。在兩韓分治前，大批基督徒生活在朝鮮半島北方，儒家思想的影響力不如朝鮮半島南方強。1948年以前平壤是一個重要的基督宗教的信仰中心。在朝鮮半島北方建立共產主義政權之後，估計有超過一百萬朝鮮基督徒逃到朝鮮半島南方去躲避北韓對基督教的迫害。
許多朝鮮共產黨員來自基督徒背景。北韓基督徒屬於朝鮮基督教聯盟（조선그리스도교연맹/그리스도）。在平壤有五座基督教堂：將忠天主教堂（장충 천주교당／將忠 天主敎堂）、平壤貞柏寺院（평양정백사원）及三座新教的禮拜堂。平壤科學技術大學（평양과학기술대학/平壤科學技術大學）於2010年開放，以基督教精神運作，由國外的福音派基督徒資助成立。
2016年，朝鮮允許慶祝聖誕節，但宗教色彩很淡。根據敞開的門（Open Doors）調查，朝鮮是基督徒被迫害最多的國家。

### 伊斯蘭教
伊朗駐平壤大使館有一座清真寺，名叫阿赫曼清真寺（Ar-Rahman Mosque），是朝鮮唯一的清真寺。清真寺可能是為使館工作人員建造的，但也可能也是接待其他外國穆斯林。每個主麻日祈禱，都有許多不同教派穆斯林一起聚在阿赫曼清真寺參加主麻聚禮。
朝鲜的本土穆斯林在1990年估计为1000余人，到2010年上升至3,000余人。